# Janov (ort i Tjeckien, Mellersta Böhmen)
Janov är en ort i Tjeckien.   Den ligger i regionen Mellersta Böhmen, i den nordvästra delen av landet, 60 km väster om huvudstaden Prag. Janov ligger 423 meter över havet och antalet invånare är 112.
Terrängen runt Janov är platt söderut, men norrut är den kuperad.Runt Janov är det ganska tätbefolkat, med 65 invånare per kvadratkilometer. Närmaste större samhälle är Žatec, 14,6 km nordväst om Janov. Trakten runt Janov består till största delen av jordbruksmark.